# Kaplica Nawiedzenia i Zwiastowania Najświętszej Marii Panny w Dalewicach
Kaplica Nawiedzenia i Zwiastowania Najświętszej Marii Panny w Dalewicach
– polska kaplica rzymskokatolicka znajdująca się w miejscowości Dalewice w gminie Koniusza, w powiecie proszowickim, w województwie małopolskim.

## Historia
Kaplica należy do parafii Niegardów. Wiadomo, że już przed 1414 rokiem istniała we wsi kaplica drewniana, która w 1565 spłonęła. W 1652 roku cieśla Krzysztof Posnewski wybudował nową, także drewnianą istniejącą do dziś.

## Architektura
Budynek orientowany, konstrukcji zrębowej, salowy, prezbiterium zamknięte trójbocznie. 

## Wystrój
Sufit i ściany pokrywa polichromia pochodząca z II połowy XVII wieku.
- na ścianach prezbiterium cztery dziewice męczennice. Św. Cecylia w tradycji kościoła katolickiego uznana za patronkę muzyki kościelnej i śpiewu, w Dalewicach przedstawiona została w otoczeniu organów. Pozostałe święte to Apolonia, Dorota i Agnieszka;
- popiersia czterech Ewangelistów;
- trzynastu innych postaci – Apostołów i świętych;
- obraz z 1647 roku przedstawiający Jezusa w mistycznej studni[3] .